# 悪魔の紋章
『悪魔の紋章』（あくまのもんしょう）は、江戸川乱歩の著した長編探偵小説。1937年（昭和12年）9月から1938年（昭和13年）10月まで、『日の出』に掲載された。
名探偵明智小五郎が活躍する、いわゆる「明智もの」の一つ。ただし明智が登場するのは終盤からである。大人向けの明智ものの長編としては、比較的後期に属する作品だが、明智は作中、犯人に対して「僕がこれまで取扱った犯罪者には、君程の天才は一人もいなかったと云っていい」と語っている。

## あらすじ
2人の愛娘と暮らす実業家、川手庄太郎は、復讐のために娘と自分を殺すという脅迫状に悩まされ、名探偵、明智小五郎に事件の解決を依頼しようとしたが、折あしく明智は朝鮮に仕事で渡っていたので、もう一人の新進名探偵、法医学者でもある宗像隆一郎に助けを求めていた。しかし宗像の助手の木島が毒殺され、川手の次女雪子もその遺体を衛生展覧会でさらし者にされる。そのどのときにも三つの渦を持つ指紋が発見される。続いて長女の妙子も厳重な警備のなかを誘拐され、見世物のお化け屋敷の中で遺体で発見される。そのお化け屋敷に踏み込んださい、宗像のもうひとりの助手小池も犯人の素顔を見たために殺されてしまう。宗像は川手を田舎の古屋敷に避難させる。しかし川手はある夜その屋敷で、40年前に自分の父が山本なる男とその妻を殺し、金を奪ったことを、目の前でその場面が再現展開されることによって知る。復讐者はその山本夫妻の子供である兄妹だったのだ。川手は行方不明となる。そんなとき、切断された三つの渦を持つ指紋の指が何者かによって捨てられようとしたのが見つかる。手がかりからそれは北園竜子という女のものであることがわかる。失踪したと思われた竜子を宗像は捕縛するが、そこへ刑事と帰朝した明智小五郎とがかけつけると、宗像が少し目を離したすきに竜子は死んでいた。続いて百貨店の屋上から山本の息子と名乗る男が、自白の遺書を残して飛び降り自殺をする。これで犯人兄妹は死んだということで事件は収束、宗像の労をねぎらう小宴が警視庁により催されるが、その場で明智は、川手は生き埋めにされたところを自分が救い出したといい、あらためて真犯人を指摘する。

## 主要登場人物
宗像 隆一郎（むなかた りゅういちろう）素人探偵で法医学界の権威。小さな口髭と三角に刈った濃い顎髯を生やし、黒鼈甲縁のロイド眼鏡をかけている。
川手 庄太郎（かわて しょうたろう）幼少の頃に父親を亡くし、無一文から現在の地位を築き上げた実業家。一年前に妻を亡くし、二人の娘と暮らしていた。
川手 妙子（かわて たえこ）川手庄太郎の長女。殺害される。死体はお化け屋敷の中で発見された。
川手 雪子（かわて ゆきこ）川手庄太郎の次女。殺害され、衛生展覧会の蝋人形にされた。
北園 竜子（きたぞの りゅうこ）三重渦巻紋の指紋を持つ女性。
木島（きじま）宗像の助手。三重螺旋の指紋がついた靴箆と白紙の封書を残し犯人に毒殺される。
小池（こいけ）宗像のもう一人の助手。犯人に射殺される。
中村警部（なかむら）警視庁の捜査係長。
明智 小五郎（あけち こごろう）数々の難事件を解決した名探偵。
小林少年（こばやししょうねん）明智の助手。

## 収録作品
- 角川文庫『悪魔の紋章』（1973年6月）
- 集英社文庫『明智小五郎事件簿 12 「悪魔の紋章」「地獄の道化師」』平山雄一・編（2017年）

## 映像化リスト

### テレビドラマ
- 『江戸川乱歩の美女シリーズ・死刑台の美女』（1978年、テレビ朝日）
出演：天知茂、松原智恵子、伊吹吾郎他